# Geodia basilea
Geodia basilea är en svampdjursart som beskrevs av Claude Lévi 1964. Geodia basilea ingår i släktet Geodia och familjen Geodiidae. Inga underarter finns listade i Catalogue of Life.